# XXVIII wiek p.n.e.

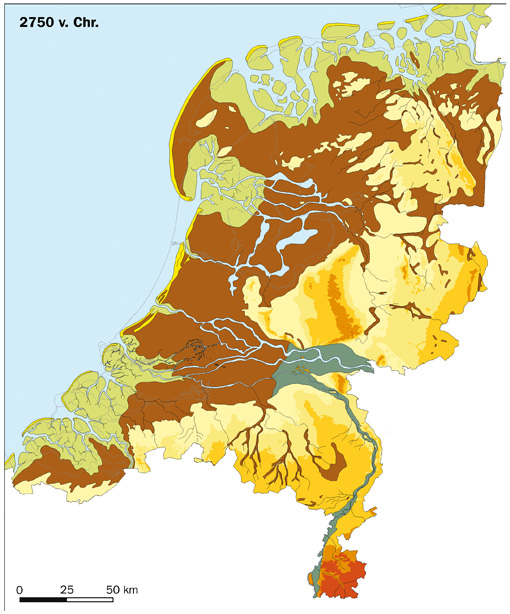
Paleogeografia Niderlandów, 2750 rok p.n.e.

## Wydarzenia na Świecie
Wydarzenia w Europie
Wydarzenia w Azji
- około 2750 p.n.e.
  - Mesilim z Kisz zdobywa przewagę w militarnej rywalizacji sumeryjskich miast-państw
  - Fenicjanie zakładają w Tyrze świątynię Melkarta
- po 2750 p.n.e. – Gilgamesz, władca sumeryjskiego miasta Uruk, uniezależnia się od Kisz i fortyfikuje swoje miasto
- 2737 p.n.e. – według legendy cesarz chiński Shennong wprowadził zwyczaj picia herbaty

Wydarzenia w Afryce
- około 2750 p.n.e. – początki uprawy roli w zachodnioafrykańskiej strefie lasów, uprawa bulwiastych roślin tropikalnych

Wydarzenia w Ameryce
Wydarzenia w Australii